# Notarcha digitalis
Notarcha digitalis là một loài bướm đêm trong họ Crambidae.